# Cofradía de San José
Cofradía de San José är en ort i Mexiko.   Den ligger i kommunen Tuxpan och delstaten Michoacán de Ocampo, i den södra delen av landet, 140 km väster om huvudstaden Mexico City. Cofradía de San José ligger 1 779 meter över havet och antalet invånare är 504.
Terrängen runt Cofradía de San José är huvudsakligen kuperad. Cofradía de San José ligger nere i en dal. Runt Cofradía de San José är det ganska tätbefolkat, med 116 invånare per kvadratkilometer. Närmaste större samhälle är Heróica Zitácuaro, 19,4 km sydost om Cofradía de San José. Omgivningarna runt Cofradía de San José är en mosaik av jordbruksmark och naturlig växtlighet.